# Nova Petrópolis
Nova Petrópolis este un oraș în Rio Grande do Sul (RS), Brazilia.